# Идан
Идан, правильнее идань (др.-кит. йяда, идань; VI—VIII века) — древний индоевропейский ираноязычный народ.
Сведения о владении и народе идань (йяда) сохранились в китайских исторических источниках («Вэй-шу», «Бэй ши», «Чжоу шу», «Суй-шу»). В них они считались частью Больших юэчжи (ираноязычного государственно-племенного объединения в Восточном Туране).
Народ идань (йяда) проживал в Туране (в современной Средней Азии), сначала в восточной его части, а затем — к югу от Сырдарьи в VI—VII веках. Здесь идань образовали собственное государство, которое поддерживало дипломатические отношения с Китаем. Первоначальные представители кочевого народа, идань стали жить в городах и вести оседлую жизнь. При этом, земли их славились лошадьми и вербюдами.
Идань исповедовали ранний буддизм и имели богатые молельные кумирни, иногда с золотыми идолами. Также они придерживались полиандрии (так, женщины у них, имевшие одного или нескольких мужей, знаково отличались в одежде). Однако правитель идань имел множество жён, которых посещал по очереди, объезжая различные места своего пребывания.
Некоторое время, во время внутренних смут, идань находились в зависимости от тюркютов (древних тюрок, кит. «тукю», тукюесцев), которые утверждали власть их правителей.
Впоследствии идань переместились в область верхней Амударьи и смешались здесь со своими южными ираноязычными соседями тохарами (тухара, кит. тухоло), занимавших земли бывшей Бактрии (современные южные Узбекистан и Таджикистан, а также северный Афганистан). В связи с этим царь (шах) этих народов стал называться иданьским царём.
Устаревшее представление, что идань могли быть родственны фракоязычным гетам — результат историографической ошибки.
У современных историков йяда, идань либо представляются значительной частью ираноязычных эфталитов, либо полностью отождествляются с ними.